# Bildsköne Bengtsson

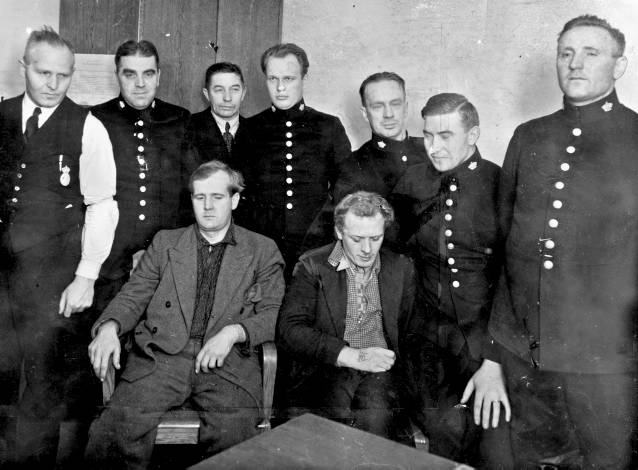
Stolta poliser poserar på bild med Bildsköne Bengtsson (till vänster) och Tatuerade Johansson. På bilden visas de efterspanade brottslingarna upp för pressen, sedan de gripits hösten 1934 efter flera års jakt.

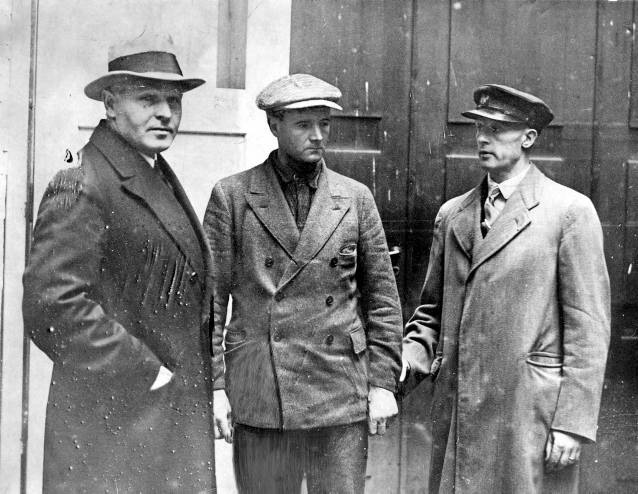
Bildsköne Bengtsson (i mitten). Efter två dagar i häkte transporterades han till Malmö. Efter avtjänat straff lämnade Bengtsson det kriminella livet. Han flyttade så småningom till Göteborg där han försörjde sig som skräddare. Han ligger begravd på Kvibergs kyrkogård.

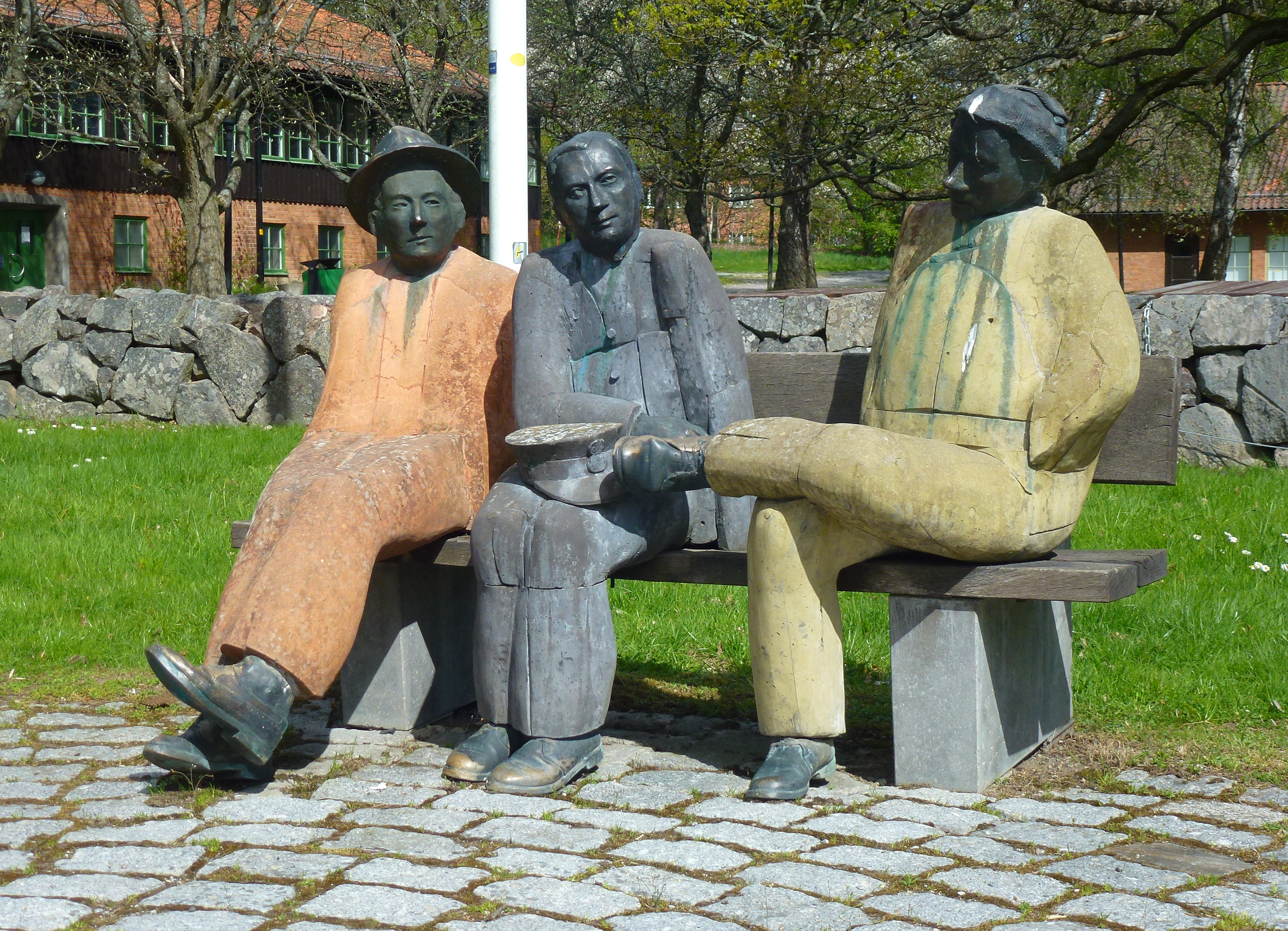
"Samtal på en parkbänk". Bildsköne Bengtsson (till vänster), konstapel Björk och Tumba-Tarzan. Skulpturgrupp av Mats Eriksson vid Polishögskolan i Sörentorp, Solna kommun.

Harald Bernhard Bengtsson, född 28 juli 1893 i Vittsjö i Skåne, död 9 juni 1966 i Göteborg, var en legendomsusad svensk brottsling. Han var mest känd under namnet Bildsköne Bengtsson.
Han gjorde under sin brottsliga bana från 1910-talet till 1930-talet åtskilliga inbrott och senare också sprängningar av kassaskåp, och avtjänade åtta perioder av fängelsestraff. Den kriminella karriären slutade med en landsomfattande stöldturné 1932–1934 tillsammans med Tatuerade Johansson, då polisen först efter drygt två år lyckades ta fast dem. Efter avtjänat fängelsestraff försörjde sig Bengtsson som skräddare fram till slutet av sitt liv.

## Biografi
Bengtsson blev tidigt faderlös och fick växa upp hos sina morföräldrar i Småland under sträng religiös uppfostran. 13 år gammal fick han arbete som elev på järnvägsstationen i Strömsnäsbruk, men blev avskedad efter vad som senare visade sig vara en falsk anklagelse för stöld. Året efter blev han utstraffad från flottans skeppsgossekår för att ha förvarat ammunition i sitt klädskåp. Därefter började hans brottsliga bana med åtskilliga inbrott och senare också sprängningar av kassaskåp. Mellan 1910 och 1945 satt han i fängelse i drygt 25 år, fördelade på åtta straffperioder. Han väckte sympati hos många, då han under sin kriminella bana aldrig använde våld mot personer. Han sågs som en Robin Hood-figur som aldrig skadade någon under sin kriminella bana.
Under åren 1932–1934 var han på en mycket uppmärksammad landsomfattande stöldturné tillsammans med Folke Johansson, känd som ”Tatuerade Johansson”. De båda blev rikskända då de lyckades gäcka polisen i drygt två år. En koja i Göingeskogarna vid Filkesjön var deras bas det sista året. Sedan polisen upptäckt gömstället senhösten 1934 flydde de västerut och blev fast en vecka senare utanför Göteborg.
År 1935 dömdes Bengtsson till åtta år och tre månaders fängelse. Efter avtjänat straff 1943 hölls han kvar av medicinska (psykiatriska) skäl och flyttades våren 1944 till ett mentalsjukhus på obestämd tid. Han lyckades rymma 1944 och höll sig undan i ett halvår. Efter en ny bedömning försattes han på fri fot med övervakning hösten 1945.
Han lämnade det kriminella livet (undantaget två inbrott 1951) och försörjde sig som skräddare i Markaryd fram till 1950 och därefter i sexton år till sin död i Göteborg, där han ligger begravd på Kvibergs kyrkogård. En skulptur av Bengtsson ingår idag i en skulpturgrupp utanför polishögskolan i Solna.

## I kulturen
Bildsköne Bengtsson figurerar i SVT:s julkalender Tidstjuven från 2025.